# 8078 Carolejordan
8078 Carolejordan este un asteroid din centura principală de asteroizi.

## Descriere
8078 Carolejordan este un asteroid din centura principală de asteroizi. A fost descoperit pe 6 septembrie 1986 la Stația Anderson Mesa de Edward L. G. Bowell. Asteroidul prezintă o orbită caracterizată de o semiaxă mare de 2,42 ua, o excentricitate de 0,22 și o înclinație de 4,2° în raport cu ecliptica.